# Дзівнув
Дзівнув (пол. Dziwnów, нім. Dievenow) — місто в північно-західній Польщі, на затоці Каменська.
На 31 березня 2014 року, у місті було 2 732 жителів .
Рибацький порт.

## Демографія
Демографічна структура станом на 31 березня 2011 року:
|          | Загалом | Допрацездатний вік | Працездатний вік | Постпрацездатний вік |
| -------- | ------- | ------------------ | ---------------- | -------------------- |
| Чоловіки | 1406    | 224                | 1049             | 133                  |
| Жінки    | 1461    | 224                | 906              | 331                  |
| Разом    | 2867    | 448                | 1955             | 464                  |